# Hugo Sequeira
Hugo Sequeira (Lisboa, 19 de Janeiro de 1976) é um actor português.

## Biografia
Fez o Curso de Interpretação da Escola Profissional de Teatro de Cascais e o Curso Superior de Representação no Conservatório Nacional de Lisboa.
Em teatro, actuou em algumas das mais importantes salas de Lisboa: Cornucópia, Comuna, Trindade, Maria Matos, Há-de-Ver, Casino Estoril e Mundial.
Entre 2007 e Maio de 2010 teve uma relação com a actriz Dina Félix da Costa, de quem tem um filho Xavier Félix da Costa Sequeira, nascido no final de 2008.

## Televisão/Teatro
- 2016 - A Impostora (Participação Especial)
- 2013 - A Morta, Guy de Maupassant; Teatro Rápido - interpretação e encenação
- 2013 - Big Brother VIP - Concorrente
- 2010/2011 - Laços de Sangue - Bernardo Coutinho (Elenco Principal)
- 2010 - Espírito Indomável - Joaquim Figueira (1990)
- 2008/2009 - Flor do Mar - Manel Gatuno (Co-Antagonista)
- 2007/2008 -Deixa-me Amar - Sérgio Costa (Elenco Principal)
- 2006/2007 - Floribella - Sebastião Mendonça ( em duas Floribellas) (Elenco Principal)
- 2006 - Bando dos Quatro - Funcionário
- 2005 - Uma Aventura - Vasco Ataíde
- 2005 - Dei-te Quase Tudo - João Capelo (jovem) (Elenco Principal)
- 2005 - O Clube das Chaves
- 2005 - O Crime do Padre Amaro - Quimbé
- 2005 - Inspector Max - Dionísio Santos
- 2004 - Queridas Feras - Diogo Tojo (Elenco Principal)
- 2004 - Os Batanetes
- 2003 - O Teu Olhar - Raul Meireles (Elenco Principal)
- 2001/2003 - Anjo Selvagem - João Clemente (Elenco Principal)
- 2001 - O Processo das Távoras
- 2001 - Filha do Mar - Manuel do Coice
- 2000 - A Febre do Ouro Negro - Bandido
- 1997 - Riscos